# Mycobates yukonensis
Mycobates yukonensis är en kvalsterart som beskrevs av Valerie M. Behan-Pelletier 1994. Mycobates yukonensis ingår i släktet Mycobates och familjen Punctoribatidae. Inga underarter finns listade i Catalogue of Life.